# Fa' la cosa sbagliata
Fa' la cosa sbagliata (The Wackness) è un film del 2008 scritto e diretto da Jonathan Levine, vincitore del premio del pubblico per il miglior film drammatico al Sundance Film Festival. Il film è uscito nelle sale cinematografiche italiane il 28 agosto 2009.

## Trama
New York, 1994. Luke Shapiro è un giovane spacciatore neodiplomato, con pochi amici, problemi con i genitori e una difficoltà a socializzare con le ragazze, che sta per trascorrere la sua ultima estate nella Grande Mela prima di andare al college. Luke è in cura da uno psicoterapeuta, il dottor Jeffrey Squires, con il quale instaura un rapporto di dialogo, complicità e aiuto reciproco, pagandolo con della marijuana. Proprio durante quest'ultima estate, Luke, complice la solitudine di una metropoli che bolle dal caldo, conosce la figliastra del dottor Squires, Stephanie. Con lei finalmente scopre l'amore, ma la ragazza dimostra di non essere realmente interessata a Luke, il quale sprofonda nuovamente in uno stato di depressione, alimentato inoltre da problemi finanziari che scuotono la sua famiglia. Nemmeno il dottor Squires se la passa bene, alle prese con un matrimonio ormai fallito e vari tentativi di suicidio: sarà l'amicizia con Luke a salvarlo e a far iniziare una nuova vita per entrambi.

## Critica
Il film ricevette durante l'edizione dei Razzie Awards 2008 una candidatura come peggior attore non protagonista per Ben Kingsley.